# 萊茨 (印第安納州)
萊茨（英語：Letts）是位於美國印地安納州第開特縣的一個非建制地區。該地的面積和人口皆未知。

## 地理
萊茨的座標為39°14′06″N 85°33′54″W / 39.23500°N 85.56500°W，而該地的平均海拔高度為273米（即896英尺）。